# Sardur II
Sardur II (en armenio: Սարդիր երկրորդ) fue un rey de Urartu, que reinó en el período (765 a. C.-733 a. C.).
Hijo y sucesor de Argishti I, continúa la expansión del reino seguida por sus antecesores, aprovechando la debilidad de los reyes de Asiria, Ashurdan III y Ashur-nirari V. Primero sometió a los territorios de las inmediaciones de los lagos Seván y Urmía. A continuación, presionó sobre el norte de Siria y curso superior del Éufrates, consiguiendo el vasallaje de los principales reinos luvio-arameos de Malatya, Kummukhu, Karkemish, y Meliddu, amenazando el corredor asirio hacia el Amano.
También realizó varias campañas contra Asiria, que, sin embargo, con la ascensión al trono de Tiglath-Pileser III, recuperó el estatus de gran potencia, y acabó con el expansionismo de Urartu. En el año 743 a. C. se produjo una gran coalición de Uartu con ciudades sirias, que fue duramente derrotada por el rey asirio, el cual pasó al contraataque, castigando, tanto Urartu, como su zona de expansión.
| Predecesor: Argishti I | rey de Urartu 765-733 a. C. | Sucesor: Rusa I |